# فرانسيسكو روا
فرانسيسكو روا (بالإسبانية: Francisco Rúa)‏ (4 فبراير 1911 - تاريخ الوفاة غير معلوم) لاعب كرة قدم أرجنتيني راحل كان يجيد اللعب في خط الهجوم.
لعب طوال مسيرته الرياضية في نادي سبورتيفو دوك سود.
شارك مع منتخب الأرجنتين في بطولة كأس العالم 1934 في إيطاليا حيث خرج من الدور الثمن النهائي.

## وصلات خارجية
- فرانسيسكو روا على موقع الاتحاد الدولي (مؤرشف)  (الإنجليزية)
- فرانسيسكو روا على موقع قاعدة بيانات كرة القدم.إي يو (الإنجليزية)
- فرانسيسكو روا على موقع ناشيونال فوتبول تيمز (الإنجليزية)
- هذا سيرة ذاتية